# Kōshikei
Kōshikei (絞死刑, Forcament) és una pel·lícula japonesa del 1968 dirigida per Nagisa Ōshima, protagonitzada per Do-yun Yu. Va ser aclamada per les seves innovadores tècniques Brechtianes i tractaments complexos de la culpa i la consciència, la justícia i la persecució dels coreans al Japó.

## Trama
Una obertura semblant a un documental presenta una cambra de mort on està a punt de tenir lloc una execució. Inexplicablement, l'home a executar, un coreà ètnic conegut només com a R, sobreviu penjat però perd la memòria. Els funcionaris que assisteixen al penjat debaten com procedir, ja que la llei es podria interpretar com una prohibició d'execució d'una persona que no reconegui el seu delicte i el seu càstig.
Decidien que han de persuadir a R perquè accepti la culpa recordant-li els seus crims; en aquest moment, la pel·lícula es trasllada a una estructura de pel·lícula dins d'una pel·lícula altament teatralitzada.
En escenes d'humor absurd i pervers, els funcionaris recreen el primer crim de R, la violació d'una jove. Això fracassa, i intenten recrear la seva infància mitjançant la realització d'estereotips racistes dels coreans que tenen alguns japonesos. Exasperats, recorren a visitar l'escena de l'altre crim de R en una escola secundària abandonada, però en un moment d'excés de zel de recreació, un funcionari assassina una noia. De tornada a la cambra de mort, una dona que afirma ser la "germana" de R apareix una per una als funcionaris. Ella intenta convèncer a R que els seus crims estan justificats pel nacionalisme coreà contra un enemic japonès, però després de no aconseguir-ho, ella mateixa és penjada. En una festa per celebrar el seu forcament, els funcionaris revelen el seu passat violent i ple de culpa, inconscients de R i la seva "germana" estirat a terra entre ells, explorant la psique de R. El fiscal convida a R a ser un home lliure, però quan obre la porta, es veu rebutjat per un intens esclat de llum de fora, que simbolitza el fet que com a coreà mai serà acceptat per la societat japonesa. Finalment, R admet els crims, però es proclama innocent, afirmant que si els agents l'executen, també són assassins. En el seu segon penjament, el cos d'R desapareix, deixant un llaç buit penjat sota la forca.

## Repartiment
- Do-yun Yu com R
- Kei Satō
- Fumio Watanabe
- Rokko Toura
- Masao Adachi
- Komatsu Hōsei
- Masao Matsuda
- Akiko Koyama
- Nagisa Ōshima com a narrador (veu)

## Producció
El personatge R de Kōshikei es basava en Ri Chin'u, un coreà ètnic que el 1958 va assassinar dues escolars japoneses. Un jove precoç i talentós, no sols va confessar els seus crims, sinó que va escriure sobre ells amb gran detall; els seus escrits, recollits com a Crim, mort i amor, es van fer gairebé tan famosos com els seus crims i la seva personalitat. Gran part del seu llibre consistia en correspondència amb Bok Junan, un periodista coreà simpatitzant amb el règim comunista de Corea del Nord. El personatge de la "germana" es va desenvolupar a partir d'aquesta relació, indicant la interpretació nacionalista coreana de la vida i les experiències de Ri. Gran part del diàleg de R i de la "germana" està extret d'aquesta correspondència. Ōshima tenia en alta estima a Ri Chin'u, malgrat els seus crims. Afirmant-lo com "el jove més intel·ligent i sensible produït pel Japó de postguerra", Ōshima va pensar que la seva prosa "hauria d'estar inclosa als llibres de text de secundària". Ōshima va escriure per primera vegada un guió sobre ell el 1963, però aquesta no va ser la versió que finalment es va filmar. Abans de 1968, la idea va ser reelaborada conceptualment, amb Ri Chin'u negat com a heroi i substituït per R, un tema coreà més obert al tractament i anàlisi experimentals. La pel·lícula resultant està tan preocupada per la repressió interna dels coreans al Japó com per la pena de mort, però segueix sent important pel que fa al cinema a causa de les seves innovacions teòriques i conceptuals.

## Temes

### Culpa i consciència
Malgrat tot el seu absurd absurd, Kōshikei aborda una sèrie de temes: la culpa i la consciència, i també la raça i la discriminació (tot això dins d'un context més gran de violència estatal) amb gran gravetat. La juxtaposició rectora és de la consciència criminal amb la llicència de l'estat per cometre violència sense culpa. Si l'estat ha interioritzat en la seva formació les normes comunals de "culpa" i "justícia", exercint així la violència legítimament (encara que en aquest cas s'embolica en un context de fanatisme ètnic), encara ha de demostrar la culpabilitat als transgressors, en aquest cas, el personatge R. La culpa s'aprèn culturalment, però R presenta la dificultat de no ser conscient de la culpa o el reconeixement de la violació dels límits socials en els seus crims igualment segueix ignorant la seva pròpia ètnia i no pot comprendre el vincle (tal com se li presenta) entre la seva ètnia i la seva suposada criminalitat. Tant els diferents funcionaris (representants legals, científics i metafísics) com la seva "germana" (representant del nacionalisme) intenten, però no aconsegueixen recrear la consciència de R. De fet, les seves pròpies accions violentes (violacions simulades, assassinats, record de crims de guerra) i la ignorància accentuen la contradicció de la violència i la culpa; l'estat que ha estat sancionat per matar està constituït per persones igual de culpables i dignes de càstig com a R, el criminal. Les implicacions van molt més enllà d'un simple comentari sobre la pena de mort, però plantegen una sèrie de preguntes obertes sobre la relació entre l'individu i l'estat, entre la violència i la culpa (o un concepte entès de culpa), i entre la discriminació ètnica i els diferents productes de la discriminació: així com els coreans van ser discriminats i se'ls va negar la legitimitat pel Japó, també R nega l'autoritat estatal japonesa. La negativa del seu cos a morir es converteix en un acte de resistència contra l'estat i la seva delimitació de violència justificada i injustificada. Aquesta interpretació ressona amb la preocupació d'Ōshima per la difícil situació de la minoria coreana, i amb la dolorosa història de l'ocupació japonesa de Corea i les atrocitats en temps de guerra.

### Un teatre brechtià de l'absurd
Malgrat el seu estil documental, des del principi, com la veu en off i la imatge donen informació contradictòria, és evident que Kōshikei no és una presentació de la "realitat". A aquest distanciament s'afegeixen els set intertítols que donen una indicació de l'acció a punt de produir-se (o en una interpretació psicoanalítica, desplaçant R com a subjecte definit). Aquestes tècniques han establert la pel·lícula com la més brechtiana d'Ōshima. Altres idees manllevades de Brecht inclouen l'humor fosc, el tema de la justícia i una exploració de contradiccions obertes i no resoltes. Que una cambra de la mort serveixi com a teatre improbable de l'absurd subratlla el to irònic dominant de la pel·lícula. Rica en simbolisme i al·lusions visuals, la posada en escena d'Ōshima conté una sèrie de tocs subtils i magistrals, com ara les parets de premsa en la reconstrucció de la joventut de R que fan referència a l'intens escrutini mediàtic de Ri Chin'u. Un altre element teatral observat per Maureen Turim és el paper important del diàleg: "gran part de l'humor i la ironia és una qüestió de repartició verbal, presentada amb un enquadrament temporal i un enquadrament visual exquisits."

## Estrena
Kōshikei es va estrenar al Japó el 9 de març de 1968, on va ser distribuït per Toho. Aquest va ser el primer llançament de Toho a format de mida VistaVision. La pel·lícula va ser estrenada als Estats Units per New Yorker Films amb subtítols en anglès el 8 de desembre de 1971. També es va projectar a la Quinzena dels Realitzadors del 22è Festival Internacional de Cinema de Canes.

## Recepció
Al Japó, la pel·lícula va guanyar el premi Kinema Junpo al millor guió.
Vincent Canby de The New York Times va trobar la pel·lícula provocativa i entretinguda mentre es centrava en la pena capital, però va sentir que arribava a un punt de confusió total a mesura que es va fer més Godardiana o brechtiana. També va qualificar la direcció d'Ōshima de "enormement preocupada i compromesa amb el tipus de cinema que té un paper actiu en la seva societat". Donald Richie del Japan Times va sentir que a la meitat de la pel·lícula, quan apareix la germana de R, la declaració de la pel·lícula és "clara, directa, de doble tall i presentada de manera brillant", però després " es desfà, cada cop més plana mentre les paraules surten més gruixudes, més llargues i més ràpides". No obstant això, encara va sentir que al final, la pel·lícula plantejava preguntes importants.